# Президентские выборы на Барбадосе (2021)
Президентские выборы 2021 года на Барбадосе состоялись 20 октября для избрания первого президента Барбадоса, должность, впервые созданная в рамках преобразования Барбадоса в республику. В результате Сандра Мейсон, действующий генерал-губернатор Барбадоса, была избрана президентом и сменила королеву Елизавету II на посту главы государства Барбадос. Мейсон была приведена к присяге 30 ноября 2021 года.

## Избирательная система
Президент Барбадоса избирается непрямым путём парламентом страны.
Премьер-министр и лидер Оппозиции совместно выдвигают согласованного кандидата за 90 дней до истечения срока полномочий действующего президента, который затем избирается без голосования на совместном заседании обеих палат парламента, если парламентарии не выдвинут свои возражения. В случае возражения совместное заседание приостанавливается, и две палаты парламента, Сенат и Палата собрания, собираются отдельно и каждая из палат голосует за принятие или отклонение кандидатуры. Затем для избрания кандидата во всех турах голосования требуется квалифицированное большинство в ⅔ действительных голосов в каждой палате отдельно.
Если за 60 дней до окончания срока полномочий действующего президента не выдвинут ни один кандидат, получивший консенсус, выборы открываются для других кандидатов. Чтобы попасть в бюллетень для голосования на таких открытых выборах, кандидат должен быть выдвинут либо премьер-министром, либо лидером Оппозиции, либо не менее чем десятью членами Палаты собрания. Требование квалифицированного большинства в две трети действительных голосов в каждой палате отдельно также применяется к открытым выборам, что означает, что, если был выдвинут только один кандидат, система голосования будет такой же, как и в случае возражений против консенсусного кандидата.

## Кандидат и голосование
Сандра Мейсон, действующий генерал-губернатор Барбадоса, была единственным кандидатом на пост президента: она была номинирована совместно премьер-министром Миа Моттли и лидером Оппозиции епископом Джозефом Атерли. Мейсон считалась бы избранной без голосования, если бы не было возражений против её кандидатуры. Однако сенатор Касвелл Франклин официально высказал возражение, заявив, что выборщики не были заранее уведомлены о избирательных правилах, и заявил, что правила были составлены без конституционной основы и что бюллетень не даёт возможности проголосовать «против». Из-за этого возражения совместное заседание было приостановлено, и каждая палата парламента провела отдельное голосование по кандидатуре Мейсон.
На сессии Палаты собрания присутствовали 28 из 30 членов при отсутствующих Уильяме Дугиде и Джордже Пейне, а на сессии Сената присутствовали 20 из 21 члена при отсутствующей Люсиль Мо. И в Собрании, и в Сенате соответствующие президенты — Артур Холдер и Реджинальд Фарли — воздержались от голосования. Премьер-министр Моттли заявил, что новый президент будет способствовать «единству целей» Барбадоса.
Мейсон была приведена к присяге 30 ноября, в 55-ю годовщину независимости Барбадоса.

## Результаты
|                                      | Сандра Мейсон                        | Независимая                          | 18 | 100   | 27 | 100   |  |  |
|                                      |                                      |                                      |    |       |    |       |  |  |
| Действительных голосов               | Действительных голосов               | Действительных голосов               | 18 | 94,74 | 27 | 100   |  |  |
| Недействительных/пустых бюллетеней   | Недействительных/пустых бюллетеней   | Недействительных/пустых бюллетеней   | 1  | 5,26  | 0  | 0     |  |  |
| Всего                                | Всего                                | Всего                                | 19 | 100   | 27 | 100   |  |  |
| Не участвовало                       | Не участвовало                       | Не участвовало                       | 2  | 9,51  | 3  | 10,00 |  |  |
| Зарегистрированных выборщиков / Явка | Зарегистрированных выборщиков / Явка | Зарегистрированных выборщиков / Явка | 21 | 90,48 | 30 | 90,00 |  |  |
| Источники:                           |                                      |                                      |    |       |    |       |  |  |